# Bergen (Eichigt)
Bergen ist ein Ortsteil der Gemeinde Eichigt im Vogtlandkreis in Sachsen. 

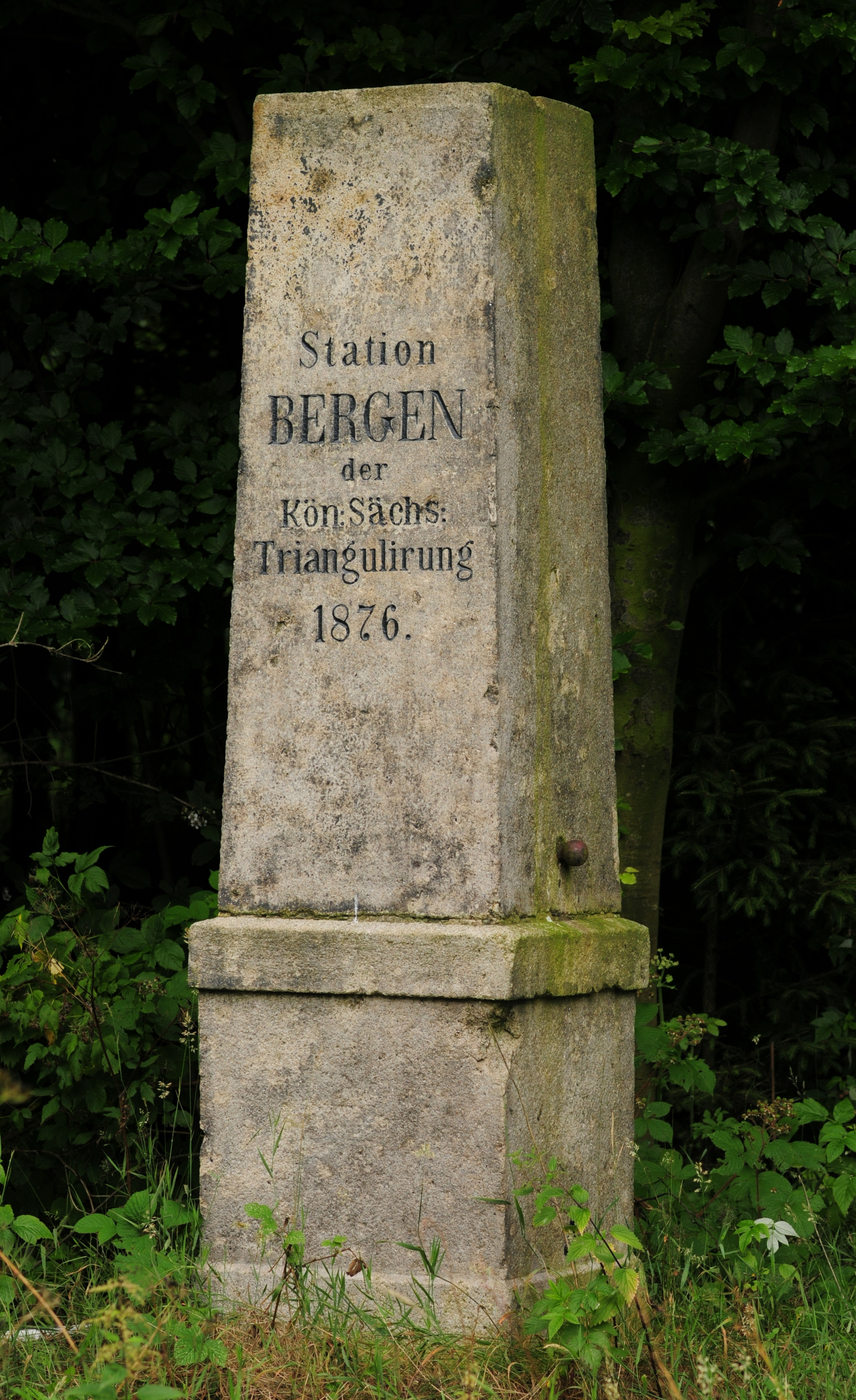
Vermessungspunkt Bergen der Königlich-Sächsischen Triangulierung

## Lage
Der Ort liegt im südöstlichen Bereich der Gemeinde an der am nördlichen Ortsrand verlaufenden Staatsstraße S 309. Südwestlich von Bergen verläuft die Staatsgrenze zu Tschechien.

## Geschichte
Bergen wurde spätestens 1328 erstmals, bereits als Bergen, erwähnt. Spätere Ortsnamensformen sind Bergin (1378), Pergen (1459), Pergen bei Adorff (1557). 1791 wurde der Ort geteilt als Ober- und Unter-Bergen aufgeführt. 1582 war der Ort nach Eichigt gepfarrt. 1542 war Bergen anteilig den Rittergütern Bergen und Jugelsburg, Amtsdorf, dem Rat zu Adorf und dem Deutschen Ritterorden zu Adorf zugehörig. 1606 war der Ort anteilig dem Rittergut Freiberg untertan. 1764 war Bergen Amtsdorf und außerdem anteilig den Rittergütern Adorf, Bergen und Jugelsburg zugehörig. Die Landgemeinde wurde 1972 nach Eichigt eingemeindet.
1925 waren 254 Einwohner evangelisch-lutherischen Glaubens und ein Einwohner war katholischer Konfession. 1871 und 1875 gab es 44, 1880 43 Wohnhäuser. 1880 lebten zusätzlich 7 Personen im Rittergut.
| Jahr          | 1557                                     | 1764              | 1834 | 1871 | 1875 | 1880 | 1890 | 1910 | 1925 | 1939 | 1946 | 1950 | 1964 |
| ------------- | ---------------------------------------- | ----------------- | ---- | ---- | ---- | ---- | ---- | ---- | ---- | ---- | ---- | ---- | ---- |
| Einwohnerzahl | 21 besessene Mann, 1 Gärtner, 8 Inwohner | 24 besessene Mann | 196  | 318  | 316  | 301  | 306  | 266  | 255  | 249  | 290  | 249  | 191  |

### Öffentlicher Nahverkehr
Bergen ist mit den RufBus-Linien 38 und 39 des Verkehrsverbunds Vogtland im ungefähren Stundentakt an Adorf angebunden. Dort besteht Anschluss zur Vogtlandbahn und zum PlusBus. Weiterhin verkehrt die Rufbus-Linie 56 nach Oelsnitz.

### Kulturdenkmale
In der Liste der Kulturdenkmale in Eichigt sind für Bergen neun Kulturdenkmale aufgeführt.

## Belege
1. ↑  Bergen (1) – HOV | ISGV. Abgerufen am 19. Februar 2023.
2. ↑  'Generalübersicht sämmtlicher Ortschaften des Königreichs Sachsen nach der neuen Organisation der Behörden mit Angabe ihrer Einwohner- und Häuserzahl am 1. December 1871 : Zusammengestellt vom K. sächs. statist. Bureau' - Digitalisat | MDZ. Abgerufen am 19. Februar 2023.
3. ↑  'Alphabetisches Taschenbuch sämmtlicher im Königreiche Sachsen belegenen Ortschaften und der besonders benannten Wohnplätze : mit Angabe der politischen Gemeinden, der Amtsgerichte, der Landgerichte, der Kreishauptmannschaften, der Amtshauptmannschaften und der Gendarmerie-Bezirke, der Gebäude- und Einwohnerzahlen am 1. Dezember 1875, sowie der Postbestellanstalten' - Digitalisat | MDZ. Abgerufen am 19. Februar 2023.
4. ↑  Saxony (Kingdom) Statistisches Landesamt: Alphabetisches Verzeichniss der im Königreiche Sachsen belegenen Stadt- und Landgemeinden: mit den zubehörigen, besonders benannten Wohnplätzen ... : nebst alphabetischem Register. C. Heinrich, 1884 (google.de [abgerufen am 19. Februar 2023]).